# San Rocco (Napoli)
San Rocco è una zona di Napoli che fa parte dei quartieri di Chiaiano e Piscinola, nell'VIII Municipalità.

## Geografia
È situato nella zona sud-est di Chiaiano e nella zona sud-ovest di Piscinola, vicinissima alle zone di Capodimonte e dei Colli Aminei del quartiere San Carlo all'Arena; si trova inoltre ai confini con la zona del Frullone, anche essa del quartiere di Chiaiano. La zona si estende in gran parte sulla via nuova San Rocco e sul vallone San Rocco, noto anche come "vallone Saliscendi".

## Monumenti e luoghi d'interesse
- La Chiesa di San Rocco, eretta nel XIX secolo.[3]

## Società
Nella zona sono presenti: l'istituto comprensivo Carafa-Salvemini, un noto campo sportivo, due supermercati e diverse attività commerciali.

## Collegamenti

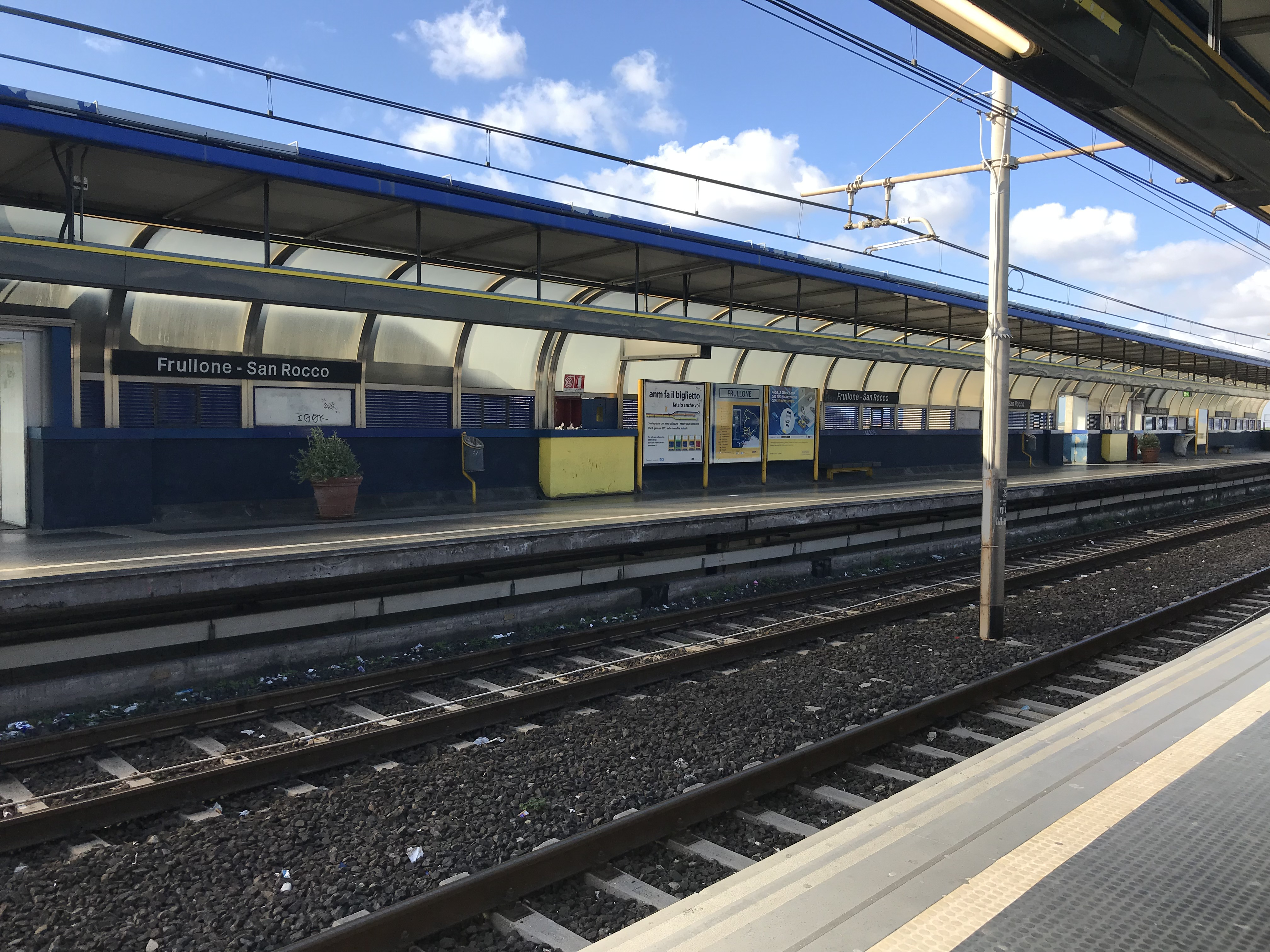
La stazione Frullone-San Rocco

### Ferrovie
- la stazione di Frullone-San Rocco della linea 1, della metropolitana di Napoli, inaugurata nel 1995 e in seguito ristrutturata nel 2011.